# Чемпионат Европы по самбо 2014
Чемпионат Европы по самбо 2014 года прошёл в Бухаресте (Румыния) 16-18 мая.

## Медалисты

### Мужчины
| Весовая категория | Золото                      | Серебро                      | Бронза                                                   |
| ----------------- | --------------------------- | ---------------------------- | -------------------------------------------------------- |
| до 52 кг          | Тигран Киракосян · Армения  | Агасиф Самедов · Азербайджан | Игорь Беглеров · Россия Андрей Курлыпо · Беларусь        |
| до 57 кг          | Вахтанг Чидрашвили · Грузия | Ислам Гасымов · Азербайджан  | Алексей Кузьменко · Россия Борислав Янаков · Болгария    |
| до 62 кг          | Аслан Мудранов · Россия     | Октавиан Наку · Молдова      | Андрейс Магерс · Латвия Иван Анискевич · Беларусь        |
| до 68 кг          | Александр Кокша · Беларусь  | Леван Нахуцришвили · Грузия  | Кирилл Мельниченко · Украина Евгений Сухомлинов · Россия |
| до 74 кг          | Амиль Гасымов · Азербайджан | Виссарион Берулава · Грузия  | Артур Саркисян · Украина Степан Попов · Беларусь         |
| до 82 кг          | Алексей Харитонов · Россия  | Нико Куция · Грузия          | Радвилас Матукас · Литва Ашот Даниелян · Армения         |
| до 90 кг          | Арсен Ханджян · Россия      | Андрей Казусёнок · Беларусь  | Эдик Петросян · Армения Иван Васильчук · Украина         |
| до 100 кг         | Давид Лориашвили · Грузия   | Дмитрий Минаков · Россия     | Евгений Сёмочкин · Беларусь Виктор Решко · Латвия        |
| свыше 100 кг      | Евгений Исаев · Россия      | Юрий Рыбак · Беларусь        | Нодар Метревели · Грузия Размик Тоноян · Украина         |

### Женщины
| Весовая категория | Золото                        | Серебро                        | Бронза                                                       |
| ----------------- | ----------------------------- | ------------------------------ | ------------------------------------------------------------ |
| до 48 кг          | Елена Бондарева · Россия      | Алина Соколовская · Украина    | Татьяна Осоиану · Молдова Лейла Аббасова · Беларусь          |
| до 52 кг          | Александра Дурнова · Россия   | Магдалена Варбанова · Болгария | Эстель Фриквин · Франция Рута Аксёнова · Литва               |
| до 56 кг          | Анастасия Архипова · Беларусь | Анастасия Валова · Россия      | Калина Стефанова · Болгария Даниэла Хондю · Румыния          |
| до 60 кг          | Гергана Ватсова · Болгария    | Надежда Зайцева · Россия       | Екатерина Прокопенко · Беларусь Анна Репида · Молдова        |
| до 64 кг          | Алиса Шлезингер · Израиль     | Ваня Иванова · Болгария        | Алина Бойкова · Украина Ульяна Бессонова · Россия            |
| до 68 кг          | Надежда Герасименко · Украина | Тэа Сухиашвили · Грузия        | Габриэла Гигова · Болгария Ивана Яндрич · Сербия             |
| до 72 кг          | Олеся Волкова · Россия        | Нино Одзелашвили · Грузия      | Анжела Паим-Красковская · Беларусь Татьяна Савенко · Украина |
| до 80 кг          | Светлана Тимошенко · Беларусь | Мария Оряшкова · Болгария      | Марина Прищепа · Украина Гинтаре Клисыте · Литва             |
| свыше 80 кг       | Тереза Джурова · Болгария     | Анастасия Ковязина · Россия    | Елизавета Моисеенко · Беларусь Ирине Леонидзе · Грузия       |

### Боевое самбо
| Весовая категория | Золото                        | Серебро                     | Бронза                                                   |
| ----------------- | ----------------------------- | --------------------------- | -------------------------------------------------------- |
| до 52 кг          | Рустам Конзошев · Россия      | Фарид Юсифов · Азербайджан  | Гинтарас Каткус · Литва Николай Ивайлов · Болгария       |
| до 57 кг          | Гамзат Сайпутдинов · Россия   | Мхитар Мхитарян · Армения   | Эльвар Османов · Азербайджан Думитру Туркану · Румыния   |
| до 62 кг          | Александр Саликов · Россия    | Веселин Иванов · Болгария   | Вахан Николаян · Армения Алексей Безотосный · Украина    |
| до 68 кг          | Артур Тархатов · Россия       | Вачик Варданян · Армения    | Илья Хадкевич · Беларусь Антон Бранков · Болгария        |
| до 74 кг          | Заур Азизов · Россия          | Чарли Шмитт · Франция       | Эдвард Маркарян · Украина Тихомир Благовестов · Болгария |
| до 82 кг          | Мурад Керимов · Россия        | Давид Чочишвили · Грузия    | Максим Рындовский · Украина Сергей Филоменко · Беларусь  |
| до 90 кг          | Вячеслав Василевский · Россия | Нодар Кундухашвили · Грузия | Валентин Молдавский · Украина Камен Георгиев · Болгария  |
| до 100 кг         | Вадим Немков · Россия         | Бьорн Бахман · Германия     | Станислав Колбасов · Беларусь Евгений Кикиш · Украина    |
| свыше 100 кг      | Мартин Маринков · Болгария    | Зелимхан Умиев · Россия     | Джордж Игнат · Румыния Дмитрий Горас · Молдова           |

## Командный зачёт

### Мужчины
1. Россия;
2. Грузия;
3. Беларусь.

### Женщины
1. Россия;
2. Болгария;
3. Беларусь.

### Боевое самбо
1. Россия;
2. Болгария;
3. Украина.

## Призы за лучшую технику
- Алиса Шлезингер ( Израиль);
- Вахтанг Чидрашвили ( Грузия);
- Вячеслав Василевский ( Россия).